# باشگاه والیبال برق کرمان
باشگاه والیبال برق کرمان یک تیم والیبال ایرانی است. این باشگاه توسط گروه صنایع برق کرمان در شهر کرمان بنیانگذاری شد؛ و پس از حضور ۶ ساله در لیگ‌های والیبال ایران به دلیل مشکلات مالی منحل شد.

## بازیکنان برجسته و سرشناس
- رضا صفایی
- عظیم جذیده
- سید علی سجادی
- گل محمد سخاوی
- دانیلو مرجا

## سازنده البسه
| لیگ       | سازنده البسه | اسپانسر پیراهن |
| --------- | ------------ | -------------- |
| ۱۳۹۰–۱۳۸۳ | IDEAL        | برق            |